# Nama (volk)

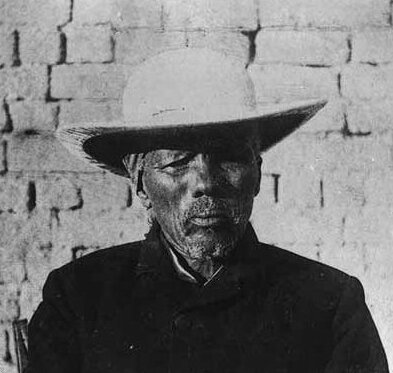
Nama-leider Hendrik Witbooi, wiens portret elk bankbiljet siert in Namibië

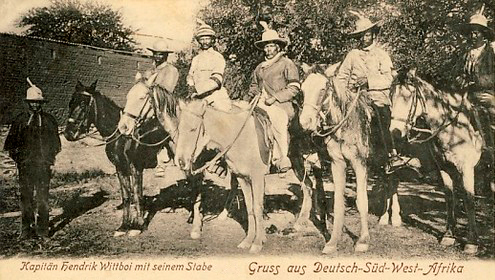
Nama - Chief Hendrik Witbooi (midden) en zijn metgezellen

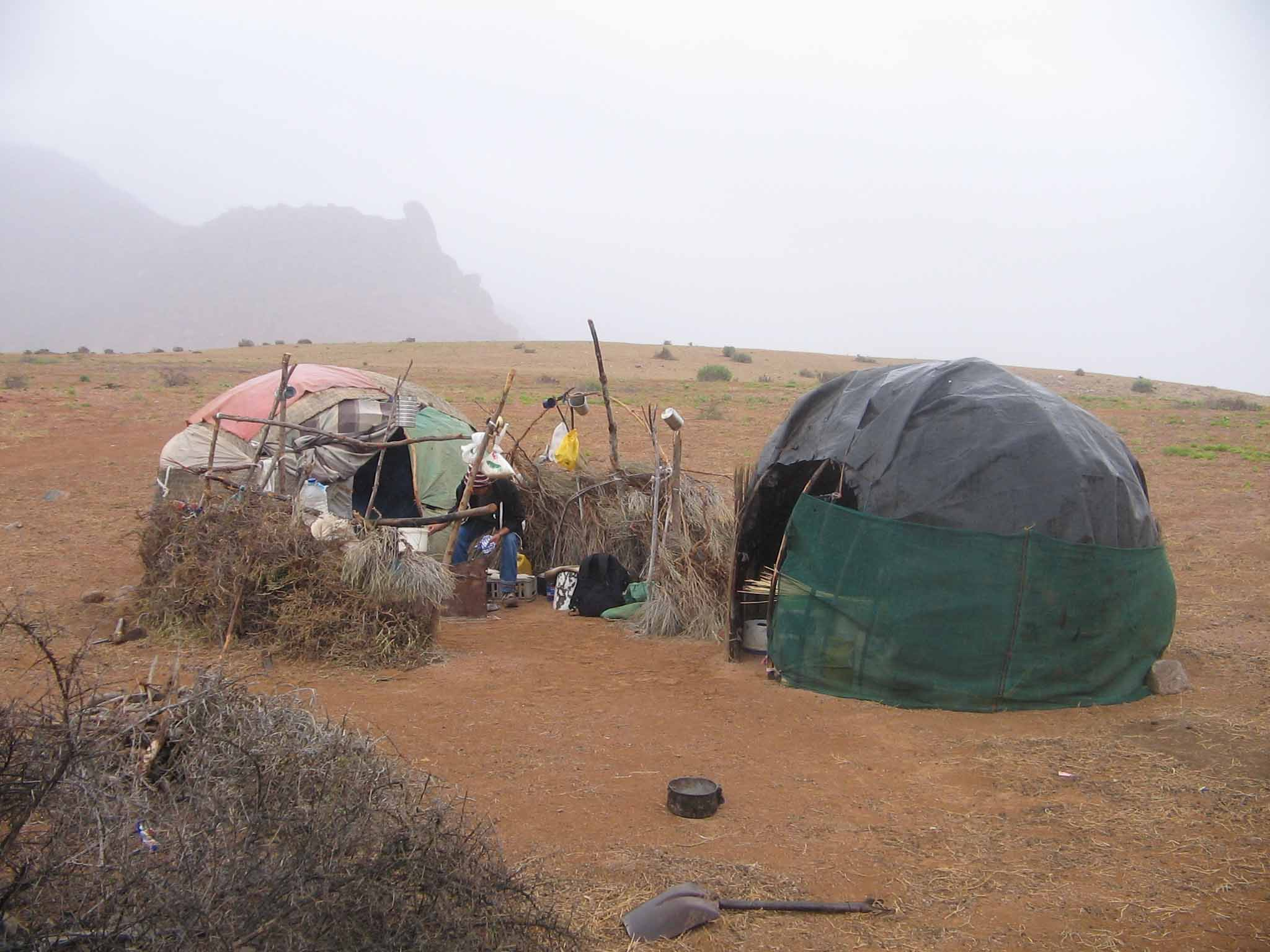
Nama-hutten (haru oms'en) op het Richtersveld in Zuid-Afrika

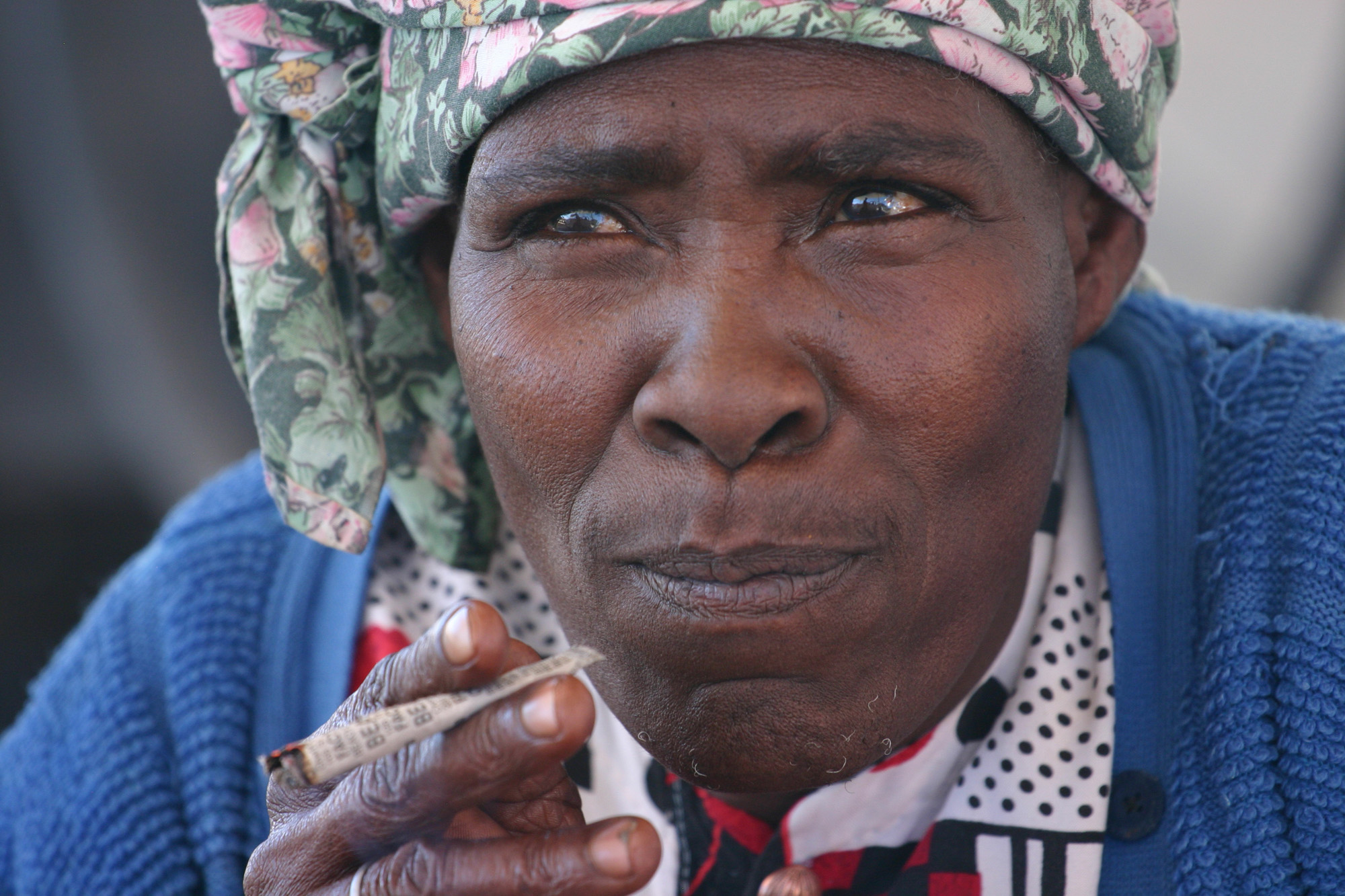
Rokende Nama-vrouw in de Kalahariwoestijn.

Nama of Namakwa vormen een bevolkingsgroep in Botswana, Namibië en Zuid-Afrika. De Nama worden tot de Khoikhoi gerekend en werden in het verleden Hottentotten genoemd. De benaming Hottentotten verwees naar hun spreektaal waarin kliks (klik-klanken) worden gebruikt. De Nama hebben hun taal gemeen met de eveneens in Namibië wonende Damara. Met dit volk leefden de Nama echter lange tijd op voet van oorlog.
Oorspronkelijk bewoonden de Nama alleen het gebied van de Oranjerivier, het Namakwaland in het uiterste zuiden van Namibië en uiterste noorden van Zuid-Afrika. In de loop der tijd zijn de Nama meer naar het noorden getrokken door de diamantmijnbouw die in het zuiden ontstond. In het noorden kwamen ze in conflict met de uit het oosten komende Herero. Omdat beide volken veeboeren zijn gingen de oorlogen meestal over het bezit van weidegronden.

## Genocide op de Nama
Tijdens de opstand van de Nama tegen de Duitse kolonisator in 1904-1907 is onder Lothar von Trotha ongeveer de helft van de Namabevolking omgekomen (zie Namibische Genocide).
Anno 2005 wordt het aantal Nama in Namibië geschat op ca. 60.000. Onder Nama gebruikelijke achternamen verwijzen naar contacten met blanken of Griekwa, zoals Bergenaars of Hartenaars uit het verleden:
- Witbooi
- Swartbooi
- Veldskoendraers
- Oorlams
- Fransmannen
- Afrikaner

Bekende Nama-leiders waren:
- Jonker Afrikaner
- Hendrik Witbooi